# تجمع معوان (المحفد)

تعديل مصدري - تعديل

تجمع معوان هو "تجمع بدوي" في  عزلة المحفد بمديرية المحفد التابعة لمحافظة أبين، بلغ تعداد سكانها 175 نسمة حسب تعداد اليمن لعام 2004.